# The Magic Cloak of Oz
The Magic Cloak of Oz é um filme dos Estados Unidos de 1914, dos gêneros aventura e fantasia, dirigido por J. Farrell MacDonald. Foi escrito e produzido por L. Frank Baum. O filme mudo é uma adaptação de Baum, do romance Queen Zixi of Ix.